# Giambattista Vico
Giovanni Battista (Giambattista) Vico sau Vigo (n. 23 iunie 1668; d. 23 ianuarie 1744) a fost un filosof, retorician, istoric și jurist italian, din perioada iluminismului italian, care a elaborat o metafizică și o filosofie a istoriei. În scrierile sale, dintre care cea mai celebră este Scienza Nuove (Noua Știință, 1725), el a criticat expansiunea și dezvoltarea raționalismului modern, considerând analiza Carteziană și alte tipuri de reducționism ca fiind nepractice pentru viața umană.

## Biografie
Tatăl său Antonio Vico era librar sărac, iar mama sa Candida Masulla  - fiica unui căruțaș în Napoli, Italia. A fost influențat de Platon, Cicero, Varro, Tacitus, Machiavelli, Francis Bacon și Hugo Grotius și i-a influențat pe De Maistre, Goethe, Hegel, Coleridge, Marx, Croce, Gramsci, Joyce, Evola, Michelet, Quinet și pe James Hillman.
A fost educat la școlile locale, precum și de diferiți meditatori iezuiți și la Universitatea din Napoli pe care a absolvit-o în 1694 cu titlul de  Doctor în Științe Civile și Religioase. Așa cum relatează în autobiografia sa, o cădere la vârsta de 7 ani, când a suportat o fractură de craniu, a cauzat o absență de trei ani de la școală. Vico relatează în autobiografia sa că „drept consecință a acestui ghinion a rămas cu o melancolie și un temperament iritabil.”